# 築道和明
築道 和明（ついどう かずあき、1954年12月18日 - ）は、日本の教育学者。学位は、教育学博士。広島大学名誉教授。元広島大学大学院教育学研究科英語教育学講座教授。元広島大学附属福山中学校・高等学校校長(2014年4月 - 2016年3月)。

## 来歴
1954年生まれ。広島大学教育学部卒業後、高等学校の教師を経て再度広島大学大学院に入学。その後大分大学教育学部講師、島根大学、広島大学外国語教育研究センター長を歴任し現職。
- 1977年～1982年 広島県立高等学校英語科教諭
- 1986年 広島大学大学院教育学研究科博士課程 中退
- 1986年～1989年 大分大学教育学部講師
- 1989年～2000年 島根大学教育学部助教授
- 2000年～2006年 島根大学教育学部教授
- 2001年～2003年 島根大学国際交流主事(併任)
- 2004年～2006年 島根大学教育学部附属中学校校長(兼任)
- 2006年～2011年 広島大学外国語教育研究センター長
- 2011年～ 2020年 広島大学大学院教育学研究科英語文化教育学講座教授 (2016年4月 教育学研究科改組に伴い所属名称が広島大学大学院教育学研究科英語教育学講座に変更)
- 2014年～2016年 広島大学附属福山中学校・高等学校校長(兼任)

## 人物
- 専門分野は英語科授業論、英語科カリキュラム開発・教材開発論。

- 日本児童英語教育学会理事

## 著書

### 単著
- 英語授業を演出する (教育技術の法則化双書)  (1989年、明治図書出版)
- 英語授業・指導言の定石化―教材ムジナの指導例を通して (授業への挑戦) (1991年、明治図書出版)
- 英語授業の設計力と展開力 (英語授業改革双書)　(1992年、明治図書出版)
- 小学生の英語指導―何をめざして、何から始めるか (英語授業改革双書)　(1997年、明治図書出版)
- 英語授業を豊かにする教育技術の探求(21世紀型授業づくり)  (2001年、明治図書出版)

### 共著
- Talk and Talk Book 1-3　田尻悟郎共著（2000―01年、正進社）
- 教師教育講座 第16巻 中等英語教育  深澤清治編著 (2014年、共同出版）

### 教科書
- Vivid English Communication I（2012年、第一学習社）
- Vivid English Communication II (2014年、第一学習社)